# Black Widow (canção)
"Black Widow" é uma canção da rapper australiana Iggy Azalea, gravada para o seu álbum de estreia The New Classic e conta com a participação da cantora britânica Rita Ora. Em 3 de Junho de 2014, Azalea confirmou a música como quinto single do disco.
Originalmente a musica foi gravada por Katy Perry para seu quarto album de estúdio Prism. Perry descartou a faixa de seu album ainda em 2013 e deu-a para Azalea. A Demo gravada por Katy ainda por ser escutada em canais de streaming. 

## Desempenho nas tabelas musicais

### Posições
| Tabela musical (2014)                        | Melhor posição |
| -------------------------------------------- | -------------- |
| Alemanha - Media Control AG                  | 65             |
| Austrália - ARIA Singles Chart               | 15             |
| Áustria - Ö3 Austria Top 40                  | 67             |
| Bélgica - Ultratop 50 (Flandres)             | 27             |
| Bélgica - Ultratop 50 (Valónia)              | 49             |
| Canadá - Canadian Hot 100                    | 6              |
| Estados Unidos - Billboard Hot 100           | 3              |
| Estados Unidos - Billboard Pop Songs         | 1              |
| Estados Unidos - Billboard R&B/Hip-Hop Songs | 1              |
| Estados Unidos - Billboard Rap Songs         | 1              |
| França - SNEP                                | 60             |
| Irlanda - IRMA                               | 9              |
| Nova Zelândia - NZ Top 40 Singles Chart      | 11             |
| Países Baixos - Mega Single Top 100          | 60             |
| Reino Unido - UK Singles Chart               | 4              |
| Reino Unido - UK R&B Singles Chart           | 1              |
| Suécia - Sverigetopplistan                   | 48             |
| Suíça - Schweizer Hitparade                  | 40             |

### Certificações
| País          | Provedor | Certificação |
| ------------- | -------- | ------------ |
| Austrália     | ARIA     | Ouro         |
| Nova Zelândia | RMNZ     | Ouro         |

## Histórico de lançamento
| País           | Data                   | Formato           | Editora discográfica |
| -------------- | ---------------------- | ----------------- | -------------------- |
| Estados Unidos | 8 de Julho de 2014     | Rádios mainstream | Def Jam              |
| Reino Unido    | 14 de Setembro de 2014 | Descarga digital  | Def Jam              |